# Copa de baloncesto de Israel 2025
La 65ª edición de la Copa de baloncesto de Israel (en hebreo  גביע המדינה בכדורסל) se disputó entre el 18 de enero y el 13 de febrero de 2025. La competición fue organizada la Asociación de baloncesto de Israel. El campeón fue el Maccabi Tel Aviv, que lograba así su cuadragésimo sexto título.

## Equipos clasificados
Los ocho mejores equipos al final de la primera mitad de la temporada regular de la Ligat ha'Al 2024-25 se clasifican para los cuartos de final, los cuatro primeros como cabezas de serie.
| Pos. | Equipo                    | PJ | G  | P  | GF   | GC   | DG   | Pts | Clasificación o descenso             |
| ---- | ------------------------- | -- | -- | -- | ---- | ---- | ---- | --- | ------------------------------------ |
| 1    | Maccabi Tel Aviv          | 13 | 11 | 2  | 1146 | 1055 | +91  | 24  | Cabezas de serie en Cuartos de final |
| 2    | Hapoel Tel Aviv           | 13 | 12 | 1  | 1149 | 966  | +183 | 24  | Cabezas de serie en Cuartos de final |
| 3    | Hapoel Jerusalem          | 13 | 10 | 3  | 1123 | 972  | +151 | 23  | Cabezas de serie en Cuartos de final |
| 4    | Bnei Herzliya             | 13 | 9  | 4  | 1151 | 1152 | −1   | 22  | Cabezas de serie en Cuartos de final |
| 5    | Maccabi Ironi Ramat Gan   | 13 | 8  | 5  | 1156 | 1103 | +53  | 21  | Cuartos de final                     |
| 6    | Hapoel Holon              | 13 | 8  | 5  | 1074 | 1014 | +60  | 21  | Cuartos de final                     |
| 7    | Ironi Ness Ziona          | 13 | 6  | 7  | 1106 | 1113 | −7   | 19  | Cuartos de final                     |
| 8    | Hapoel Be'er Sheva/Dimona | 13 | 5  | 8  | 1045 | 1103 | −58  | 18  | Cuartos de final                     |
| 9    | Hapoel Galil Elyon        | 13 | 5  | 8  | 975  | 1016 | −41  | 18  |                                      |
| 10   | Hapoel Afula              | 13 | 5  | 8  | 1078 | 1063 | +15  | 18  |                                      |
| 11   | Hapoel Gilboa Galil       | 13 | 4  | 9  | 1050 | 1082 | −32  | 17  |                                      |
| 12   | Elitzur Netanya           | 13 | 3  | 10 | 989  | 1131 | −142 | 16  |                                      |
| 13   | Ironi Kiryat Ata          | 13 | 3  | 10 | 1026 | 1131 | −105 | 16  |                                      |
| 14   | Hapoel Haifa              | 13 | 2  | 11 | 1037 | 1204 | −167 | 15  |                                      |

 Fuente: 
Criterios de clasificación: 
Notas:
1. ↑  El Tribunal Disciplinario de la Asociación de Baloncesto de Israel impuso parcialmente una suspensión contra el Hapoel Tel Aviv y le quitó un punto de su clasificación en la temporada 2024/25, tras el encendido de bengalas durante las finales de la temporada 2023/24.[1]

## Cuadro final
|  | Cuartos de final          | Cuartos de final |                    |    | Semifinales | Semifinales |  |  | Final | Final |
|  |                           |                  |                    |    |             |             |  |  |       |       |
|  | 20 enero, 21:05           |                  |                    |    |             |             |  |  |       |       |
|  |                           |                  |                    |    |             |             |  |  |       |       |
|  | Maccabi Tel Aviv          | 78               |                    |    |             |             |  |  |       |       |
|  | Maccabi Tel Aviv          | 78               | 10 febrero, 21:15  |    |             |             |  |  |       |       |
|  | Ironi Ness Ziona          | 63               |                    |    |             |             |  |  |       |       |
|  | Ironi Ness Ziona          | 63               | Maccabi Tel Aviv   | 95 |             |             |  |  |       |       |
|  | 19 enero, 21:15           |                  | Maccabi Tel Aviv   | 95 |             |             |  |  |       |       |
|  |                           | Hapoel Tel Aviv  | 93                 |    |             |             |  |  |       |       |
|  | Hapoel Tel Aviv           | Hapoel Tel Aviv  | 93                 | 86 |             |             |  |  |       |       |
|  | Hapoel Tel Aviv           |                  | 13 febrero , 21:00 | 86 |             |             |  |  |       |       |
|  | Maccabi Ironi Ramat Gan   | 50               |                    |    |             |             |  |  |       |       |
|  | Maccabi Ironi Ramat Gan   | 50               | Maccabi Tel Aviv   | 87 |             |             |  |  |       |       |
|  | 19 enero, 18:50           |                  | Maccabi Tel Aviv   | 87 |             |             |  |  |       |       |
|  |                           | Hapoel Jerusalem | 72                 |    |             |             |  |  |       |       |
|  | Hapoel Be'er Sheva/Dimona | Hapoel Jerusalem | 72                 | 96 |             |             |  |  |       |       |
|  | Hapoel Be'er Sheva/Dimona | 9 febrero, 20:30 |                    | 96 |             |             |  |  |       |       |
|  | Hapoel Jerusalem          | 99               |                    |    |             |             |  |  |       |       |
|  | Hapoel Jerusalem          | 99               | Hapoel Jerusalem   | 89 |             |             |  |  |       |       |
|  | 18 enero, 20:40           |                  | Hapoel Jerusalem   | 89 |             |             |  |  |       |       |
|  |                           | Bnei Herzliya    | 86                 |    |             |             |  |  |       |       |
|  | Bnei Herzliya             | Bnei Herzliya    | 86                 | 84 |             |             |  |  |       |       |
|  | Bnei Herzliya             |                  |                    | 84 |             |             |  |  |       |       |
|  | Hapoel Holon              | 73               |                    |    |             |             |  |  |       |       |
|  | Hapoel Holon              | 73               |                    |    |             |             |  |  |       |       |

Source: 

## Cuartos de final
| 20 de enero | Maccabi Tel Aviv                                                                   | 78–63                                 | Ironi Ness Ziona                                                                    | Tel Aviv                                                                              |  |
| 21:05       | Parciales: 26–13, 19–14, 15–14, 18–22                                              | Parciales: 26–13, 19–14, 15–14, 18–22 | Parciales: 26–13, 19–14, 15–14, 18–22                                               |                                                                                       |  |
|             | Estadísticas Jaylen Hoard (23) Jaylen Hoard (10) Tamir Blatt (7) Jaylen Hoard (29) | Reporte Pts Reb Asts Val              | Estadísticas (14) Ricky Lindo (9) Jerome Meyinsse (5) Bryce Brown (17) Yair Kravitz | Pabellón: Menora Mivtachim Arena Árbitros: Ofer Manheim Elad Leibovich Omer Wasserman |  |

| 18 de enero | Bnei Herzliya                                                                   | 84–73                                 | Hapoel Holon                                                                            | Herzliya                                                             |  |
| 20:40       | Parciales: 22–21, 20–19, 22–15, 20–18                                           | Parciales: 22–21, 20–19, 22–15, 20–18 | Parciales: 22–21, 20–19, 22–15, 20–18                                                   |                                                                      |  |
|             | Estadísticas Jimmy Clark (22) Chris Silva (10) Jimmy Clark (7) Jimmy Clark (28) | Reporte Pts Reb Asts Val              | Estadísticas (16) Idan Zalmanson (6) Dakarai Tucker (5) Yiftach Ziv (15) Idan Zalmanson | Pabellón: HaYovel Herzliya Árbitros: Amit Balak Zahi Habdali Or Zrur |  |

| 19 de enero | Hapoel Be'er Sheva/Dimona                                                            | 96–99                                 | Hapoel Jerusalem                                                                                          | Asdod                                                                          |  |
| 18:50       | Parciales: 24–25, 19–30, 27–12, 26–32                                                | Parciales: 24–25, 19–30, 27–12, 26–32 | Parciales: 24–25, 19–30, 27–12, 26–32                                                                     |                                                                                |  |
|             | Estadísticas Justin McKoy (27) Justin McKoy (10) Spencer Weisz (8) Justin McKoy (39) | Reporte Pts Reb Asts Val              | Estadísticas (20) Khadeen Carrington (8) Yovel Zoosman (3) Cinco jugadores (23) K. Carrington, Y. Zoosman | Pabellón: hakirya High School Árbitros: Omer Esteron Nir Meirson Dvir Rainisch |  |

| 19 de enero | Hapoel Tel Aviv                                                                             | 86–50                                 | Maccabi Ironi Ramat Gan                                                                         | Tel Aviv                                                                       |  |
| 21:15       | Parciales: 19–12, 22–11, 24–15, 21–12                                                       | Parciales: 19–12, 22–11, 24–15, 21–12 | Parciales: 19–12, 22–11, 24–15, 21–12                                                           |                                                                                |  |
|             | Estadísticas Antonio Blakeney (14) Patrick Beverley (7) Bar Timor (5) Patrick Beverley (18) | Reporte Pts Reb Asts Val              | Estadísticas (18) Kendale McCullum (5) Yahal Melamed (4) Kendale McCullum (15) Kendale McCullum | Pabellón: Menora Mivtachim Arena Árbitros: Sefi Shemesh Guy Shmueli Adar Pe'er |  |

## Semifinales
| 9 de febrero | Hapoel Jerusalem                                                                      | 89–86                                 | Bnei Herzliya                                                                   | Jerusalén                                                           |  |
| 20:30        | Parciales: 20–25, 22–14, 23–25, 24–22                                                 | Parciales: 20–25, 22–14, 23–25, 24–22 | Parciales: 20–25, 22–14, 23–25, 24–22                                           |                                                                     |  |
|              | Estadísticas Jared Harper (24) Austin Wiley (10) Yovel Zoosman (4) Yovel Zoosman (28) | Reporte Pts Reb Asts Val              | Estadísticas (21) Chris Silva (15) Chris Silva (5) Jimmy Clark (35) Chris Silva | Pabellón: Pais Arena Árbitros: Omer Esteron Guy Shmueli Noam Gordon |  |

| 10 de febrero | Maccabi Tel Aviv                                                                                                | 95–93                                             | Hapoel Tel Aviv                                                            | Jerusalén            |  |
| 21:15         | Parciales: 27–25, 17–21, 21–20, 22–21 (T.E.: 8–6)                                                               | Parciales: 27–25, 17–21, 21–20, 22–21 (T.E.: 8–6) | Parciales: 27–25, 17–21, 21–20, 22–21 (T.E.: 8–6)                          |                      |  |
|               | Estadísticas Rokas Jokubaitis (27) R. Sorkin, L. Randolph (8) R. Jokubaitis, T. Blatt (8) Rokas Jokubaitis (32) | Reporte Pts Reb Asts Val                          | Estadísticas (23) Yam Madar (7) Bruno Caboclo (8) Yam Madar (27) Yam Madar | Pabellón: Pais Arena |  |

## Final
| 13 de febrero | Maccabi Tel Aviv                                                                             | 87–72                                 | Hapoel Jerusalem                                                                                   | Jerusalén                                                           |  |
| 21:00         | Parciales: 20–15, 16–15, 30–14, 21–28                                                        | Parciales: 20–15, 16–15, 30–14, 21–28 | Parciales: 20–15, 16–15, 30–14, 21–28                                                              |                                                                     |  |
|               | Estadísticas Rokas Jokubaitis (20) Jasiel Rivero (8) Rokas Jokubaitis (8) Levi Randolph (25) | Reporte Pts Reb Asts Val              | Estadísticas (23) Jared Harper (10) Austin Wiley (3) G. Chachashvili, C. Johnson (14) Jared Harper | Pabellón: Pais Arena Árbitros: Amit Balak Ofer Manheim Harel Kidron |  |